# 허만 (배우)
허만(1989년 7월 17일 ~ )은 대한민국의 뮤지컬배우, 연극배우이다.